# Ignas Vėgėlė
 (mars 2024).
Ignas Vėgėlė, né le 22 juillet 1975 à Vilnius (Lituanie), est un avocat, universitaire et homme politique lituanien. 
Président de l'Association du Barreau lituanien jusqu'en 2022, il annonce officiellement sa candidature pour l'élection présidentielle lituanienne de 2024 en novembre 2023. 

## Biographie
Ignas Vėgėlė est diplômé de la faculté de droit de l'université de Vilnius en 1994 et obtient un doctorat en droit à l'université Mykolas-Romeris en 2002. Il enseigne dans cette dernière le droit international et européen.
En 2014, il est élu président de l'Association du barreau lituanien pour quatre ans, puis largement réélu en 2018. Il quitte cette fonction en 2022, dont l'exercice est limité à deux mandats de quatre ans.
Durant sa présidence, il s'oppose aux mesures prises par le gouvernement dans le cadre de la pandémie de COVID-19 en Lituanie qu'il dénonce contraires à la Constitution lituanienne. Cette implication dans les affaires courantes du pays fait de lui une figure d'opposition médiatique au gouvernement lituanien dans la presse nationale.

## Carrière politique

### Début en politique
Ignas Vėgėlė devient membre de l'Union chrétienne-démocrate en 1994 et s'est présenté comme candidat dans la circonscription de Fabijoniškės aux élections législatives de 2000. Il devient membre des Démocrates-chrétiens lituaniens en 2001 lors de la création du parti, né de la fusion de l'Union chrétienne-démocrate et du Parti chrétien-démocrate lituanien.
Lorsqu'en 2008, le Parti chrétien-démocrate lituanien fusionne à son tour avec l'Union de la patrie pour former l'Union de la patrie-démocrates-chrétiens lituaniens, Vėgėlė refuse de rejoindre le nouveau parti et devient indépendant.

### Campagne présidentielle 2024
En raison de sa popularité médiatique élevée, de ses réalisations professionnelles et de ses critiques à l'égard du Gouvernement Šimonytė, Vėgėlė était considéré comme un candidat d'opposition potentiel à l'élection présidentielle lituanienne de 2024 bien avant le début officiel de sa campagne électorale. Il se porte officiellement candidat le 29 novembre 2023, lors d'un événement public réunissant de nombreux invités des médias, de la politique et de l'Église catholique de Lituanie.
Indépendant, il se présente aux élections présidentielles sans étiquette. Il reçoit cependant le soutien des partis politiques   Liberté et Justice ainsi que de l'Union chrétienne.
Il est considéré comme le principal adversaire du candidat sortant, Gitanas Nausėda, dans la plupart des sondages effectués,. Cependant, il est éliminé au premier tour où il termine à la troisième place avec 12,47 % des voix. 